# NGC 3994
NGC 3994 (również PGC 37616 lub UGC 6936) – galaktyka spiralna (Sc/P), znajdująca się w gwiazdozbiorze Wielkiej Niedźwiedzicy. Odkrył ją Heinrich Louis d’Arrest 6 kwietnia 1864 roku. Jest to galaktyka z aktywnym jądrem typu LINER. Wraz z NGC 3991 i NGC 3995 wchodzi w skład małej grupy oddziałujących ze sobą grawitacyjnie galaktyk oznaczonej jako Arp 313 w Atlasie Osobliwych Galaktyk Haltona Arpa.